# Cinara etsuhoe
Cinara etsuhoe är en insektsart som beskrevs av Inouye 1970. Cinara etsuhoe ingår i släktet Cinara och familjen långrörsbladlöss. Inga underarter finns listade i Catalogue of Life.